# صفارات تهب
صفارات تهب هي مسرحية تتكون من جزأين كتبها ماثيو تود، المحرر الحالي لمجلة المثليين الأكثر مبيعًا في المملكة المتحدة Attitude. إنه يركز على ثقافة المثليين والصعوبات التي يواجهها الرجال المثليون. تم تشغيله لأول مرة في يونيو ٢٠٠٥ في Warehouse Theatre ، كورديون ، حيث أخرجه فيل ويلموت. بعد ذلك تم عرضه في مسرح الصوت قبالة ليستر سكوير ، لندن في عام ٢٠٠٦ ، ومنذ ذلك الحين شهد إنتاجًا في سيدني ، ملبورن ، أديلايد ، فاير آيلاند (نيويورك) ، بوسطن ، بالم سبرينغز ، فورت لودرديل ، سان فرانسيسكو ، تورنتو وفانكوفر. عاد إلى لندن وانتقل إلى مسرح ليستر سكوير في عام ٢٠٠٨ في إنتاج لجوناثان ألتاراس ، من إخراج بيت نيتيل الذي أخرج إنتاج سيدني. وقد حازت على ردود فعل إيجابية بأغلبية عظمى من منشورات متنوعة مثل صحافة المثليين وصولاً إلى الجناح اليميني سبيكتيتور. قارنها The London Evening Standard مع أعمال هنريك إبسين وتحديداً بيت الدمية، وقارنته The Stage بعمل لاري كرامر
 تضمنت المناقشة لعام ٢٠١٠ جولة في أستراليا والمملكة المتحدة مع امكانية العودة إلى سيدني ولندن. تم تقديم المسرحية أيضًا في مهرجان Manchester Pride Fringe 2011 من قبل شركة مسرح مانشستر المحلية Laced Banana لإثارة التعليقات وردود الفعل. نايجل لعب بن ريجبي ، جيمي بواسطة هايدن هولدن ومارك روبرت فيلدمان. إخراج إيمي ديربير.

## الحبكة
تتابع المسرحية ثلاثة رجال مثليين ، اثنان على علاقة وواحد يلتقي به الزوجان عبر موقع Gaydar للمواعدة عبر الإنترنت. تشمل بعض القضايا التي تمر بها الشخصيات مثل الالتزام وعدم النضج وعلاقات المثليين والهوية الجنسية.
من المعروف على نطاق واسع أن المسرحية تعطي الوهم بأنها كوميديا خفيفة للمثليين في الجزء الأول قبل أن تأخذ منعطفًا أكثر قتامة وقوة في الجزء الثاني.

## روابط خارجية
- Blowingwhsitles.co.uk
- Timeout.com
- Thisislondon.co.uk
- Samesame.com.au
- Gaydarnation.com
- Whatsonstage.com
- Lacedbanana.co.uk